# 李寒穷
李寒穷（1977年—），香港女企业家、投资家，现任雅戈爾集团投資有限公司總經理。

## 生平
浙江宁波人，1977年生于上海，父中国时装大亨李如成创办雅戈爾集团。早年赴美国留学，获得美国加利福尼亞州立大學工商管理学士学位，再获上海交通大学中欧国际工商学院EMBA学位。
早年即从事外贸、金融行业，自基层干起，于2001年1月至2002年4月历任中基宁波对外贸易股份有限公司单证员、业务员。2002年5月至2004年5月，任日本伊藤忠商事株式会社纤维有限公司欧洲部的业务担当（相当于部门负责人）。2004年6月至2005年5月，任上海实业集团有限公司投资部经理助理。2005年6月，入家族企业雅戈爾集团，出任雅戈尔集团股份有限公司董事，并于2007年4月出任雅戈尔投资有限公司董事兼总经理。
亦任宁波银行股份有限公司董事，凯石投资副总经理，银联商务有限公司董事。

## 家庭
- 父李如成，服装业企业家。
- 叔李如刚，企业家、投资家，雅戈尔集团副董事长[3]。